# Haszan al-Banna
Hasszán al-Banna (arabul: حسن البنا Mahmudijja 1906. október 14. – Kairó 1949. február 12.) egyiptomi származású muszlim vallási vezető, a Muszlim Testvériség nevű iszlám szervezet alapítója.

## Élete
1906-ban született Mahmudijja városában. Apja Ahmad al-Banna, a helyi imám volt, aki az Azhar Egyetemen végzett. 1918-tól kezdve egyszerre kezdi érdekelni a szúfizmus és a politika. Számos britellenes tüntetés kulcsfigurája.
1923-ban Kairóba költözik, ahol a Dar-ul-ulumban (Tudományok Háza) tanul. Beiratkozik az Azharra, s hamar az iszlám reformisták, elsősorban Mohamed Abduh és Rashid Rida befolyása alá kerül.
1927-ben végez, és a Szuezi-csatorna partján fekvő Iszmailija iskolájában kezd el dolgozni mint arab szakos tanár. 1928 márciusában létrehozza Muszlim Testvérek szervezetét.
1948-ban még részt vesz a palesztinai háborúban, ám 1949-ben gyilkosság áldozatául esik.

## Nézetei
Hasszán al-Banna a politikai iszlám gondolatvilágának egyik teoretikusa és aktivistája. Szembefordult a hagyományos szunnita hitelvekkel, és az iszlám megreformálására törekedett. Legfőbb célja az 1924-ben megszüntetett kalifátus visszaállítása volt, ám fellépett a marxizmus, az ateizmus és a gyarmatosítás ellen is.

## Öröksége
Hasszán al-Banna nevéhez leginkább a Muszlim Testvérek szervezetét kötik.
A szervezet a világ 70 országára kiterjedő hálózattá terebélyesedett. Ez a szervezet állt több államcsíny, felkelés és terrormerénylet mögött. Hitelvei közel állnak a vahhábi nézetekhez.
Az ő unokája Tariq Ramadan, aki mint az "euroiszlám" ideológiájának kidolgózója ismert.